# Planadas (ort)
Planadas är en ort i Colombia.   Den ligger i departementet Tolima, i den centrala delen av landet, 230 km sydväst om huvudstaden Bogotá. Planadas ligger 1 212 meter över havet och antalet invånare är 9 709.
Terrängen runt Planadas är kuperad åt sydväst, men åt nordost är den bergig. Planadas ligger nere i en dal. Runt Planadas är det ganska tätbefolkat, med 230 invånare per kvadratkilometer. Det finns inga andra samhällen i närheten. I omgivningarna runt Planadas växer i huvudsak städsegrön lövskog.